# Wilhelm von Leeb
Wilhelm von Leeb född 5 september 1876 i Landsberg am Lech, död 29 april 1956 i Füssen, var en tysk generalfältmarskalk under andra världskriget. von Leeb var 1897 officer vid artilleriet och gjorde under första världskriget huvudsakligen stabstjänst. Han blev överste 1925, general av artilleriet 1934 och generalöverste 1938. 
Han gick i pension i februari 1938 men återinkallades redan i oktober som befälhavare för 12:e armén under besättandet av Sudetenland varefter han återinträdde i pension. 1939 utnämndes han till befälhavare för armégrupp C som under anfallet mot Frankrike våren 1940 stod mot Maginotlinjen och som först band motståndaren och senare övergick till frontanfall. Han befordrades till generalfältmarskalk 19 juli 1940 och dekorerades med Riddarkorset. Under fälttåget mot Ryssland var han chef för armégrupp Nord mot Leningrad. Han överfördes 1942 till arméns reserv. 1945 fängslades han men frigavs 1948.

## Biografi

### Tidig karriär
Leeb föddes 1876 i en officersfamilj i staden Landsberg am Lech i kungariket Bayern. År 1895 tog han värvning i den bayerska armén och var stationerad i Kina under Boxarupproret. Under första världskriget tjänstgjorde von Leeb på östfronten, där han utmärkte sig till den grad att han 1915 tilldelades den bayerska Max-Josefsorden. 
Under mellankrigstiden stannade von Leeb kvar i den nybildade rikshären och deltog 1923 i kuvandet nazisternas ölkällarkupp. Samma år utnämndes han till befälhavare över militärdistriktet Bayern och befordrades till generallöjtnant. Efter att Adolf Hitlers makttillträde 1933 fortsatte han sin karriär inom armén och avancerade året därpå till general av artilleriet. von Leeb hyste dock en djup misstro gentemot nazismen och vann därför aldrig Hitlers fulla förtroende. 

### Andra världskriget
I Juli 1938 deltog von Leeb som befälhavare över 12:e armén i den tyska invasionen av Tjeckoslovakien. Sommaren året därpå fick han befälet över armégrupp C och befordrades den 1 november till generalöverste. Leeb motsatte sig invasionen av det neutrala Holland 1940, men deltog i offensiven mot Frankrike då hans trupper bröt igenom Maginotlinjen. Som belöning för detta utnämndes han samma år till generalfältmarskalk och tilldelades riddarkorset av järnkorset.  

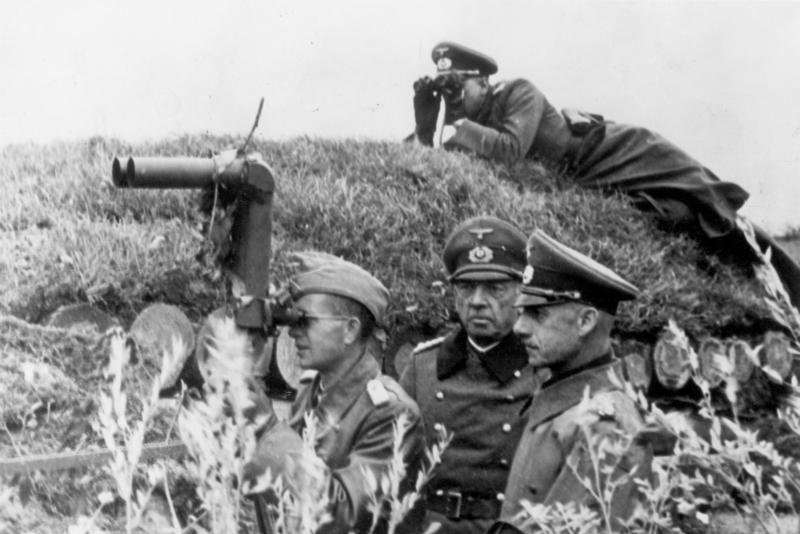
Wilhelm von Leeb besöker tillsammans med Georg von Küchler en eldledningsposition på östfronten.

Under operation Barbarossa 1941 förde von Leeb befäl över armégrupp Nord och bröt snabbt igenom de sovjetiska försvarslinjerna i Baltikum. Som humanist och troende kristen motsatte han sig nazisternas utrotningskrig på östfronten, och protesterade upprepade gånger mot morden på civila i de ockuperade områdena. 
Det sovjetiska motståndet intensifierades när tyskarna korsade den rysk-litauiska gränsen och försämrades ytterligare för von Leeb när det tyska överkommandot beslutade att omdirigera den 3:e pansararmén till armégrupp Mitte. De uteblivna stödet från pansarstyrkorna i samverkan med ihärdiga sovjetiska motanfall stoppade effektivt upp den tyska offensiven mot Leningrad.
I början av augusti var de tyska försörjningslinjer uttänjda till sin yttersta kapacitet. Trots detta lyckades Leebs styrkor inta städerna Kingisepp och Narva, samt skära av järnvägsförbindelsen mellan Leningrad och Moskva. Hitler, som hade väntat sig en snabbare framryckning mot Leningrad,  blev emellertid rasande och avskedade von Leeb som befälhavare för armégrupp Nord. 1942 överfördes von Leeb till arméns reserv och slog sig sedan ner på sitt gods vid Seestetten, nära Passau.

### Senare liv
Efter krigsslutet dömdes von Leeb för krigsförbrytelser och dömdes till tre års fängelse. Han frigavs emellertid redan 1948 och tillbringade återstoden av sitt liv i Västtyskland, där han avled den 29 april 1956.

### Webbkällor
- Jewish Virtual Libary - Wilhelm von Leeb (på engelska)
- History Learning Site - Wilhelm von Leeb (på engelska)